# أليكسي بيريزوتسكي
أليكسي بريزيفتسكي (الروسية: ексей Березуцкий)، من مواليد 20 يونيو 1982 في موسكو في روسيا، لاعب كرة قدم روسي.
يلعب مع نادي سيسكا موسكو منذ عام 2001.
بدأ باللعب مع منتخب روسيا لكرة القدم في عام 2003.

## روابط خارجية
- أليكسي بيريزوتسكي على موقع الاتحاد الدولي (مؤرشف)  (الإنجليزية)
- أليكسي بيريزوتسكي على موقع الاتحاد الأوربي (الإنجليزية)
- أليكسي بيريزوتسكي على موقع قاعدة بيانات كرة القدم.إي يو (الإنجليزية)
- أليكسي بيريزوتسكي على موقع ناشيونال فوتبول تيمز (الإنجليزية)
- أليكسي بيريزوتسكي على موقع Soccerway.com (الإنجليزية)
- أليكسي بيريزوتسكي على موقع عالم كرة القدم.نت (الإنجليزية)
- أليكسي بيريزوتسكي على موقع AS.com (الإسبانية)